# 土木工程系
土木工程系（Department of Civil Engineering）是以土木工程為主要研究對象的大學科系。土木工程是與軍事工程相對應的工程學領域，涉及層面非常廣泛，從桥梁、道路、机场、港口、水壩、铁路等等传统领域，到海洋离岸工程、登月人居工程等等，皆无不属於土木工程學系的研究领域。中國的土木工程发展历史悠久，自近代以来，以清华大学土木工程系为代表的一批中国土木工程人員，在国家建设中发挥了重要的作用。

## 中華民國臺灣設系學府
- 國立臺灣大學：土木工程學系
- 國立成功大學：土木工程學系
- 國立中興大學：土木工程學系
- 國立交通大學：土木工程學系
- 國立中央大學：土木工程學系
- 國立嘉義大學：土木與水資源工程學系
- 國立高雄大學：土木與環境工程學系
- 國立暨南國際大學：土木工程學系
- 國立宜蘭大學：土木工程學系
- 國立聯合大學：土木與防災工程學系
- 國立金門大學：土木與工程管理學系
- 國立屏東科技大學：土木工程系
- 國立臺北科技大學：土木工程系
- 國立高雄應用科技大學：土木工程系
- 中原大學：土木工程學系
- 淡江大學：土木工程學系（工程設施組、營建企業組）
- 逢甲大學：土木工程學系
- 中華大學：土木工程學系
- 義守大學：土木與生態工程學系
- 明新科技大學：土木工程與環境資源管理系
- 健行科技大學：土木工程系
- 正修科技大學：土木與工程資訊系
- 建國科技大學：土木工程系
- 高苑科技大學：土木工程系（資訊應用組、工程技術組）
- 宏國德霖科技大學：土木工程系
- 中國科技大學：土木與防災設計系
- 中華科技大學：土木工程系（數位多媒體設計組、防災與消防科技管理組）
- 大漢技術學院：土木工程與環境資源管理系

## 中華人民共和國香港設系學府
- 香港大學
- 香港科技大學
- 香港城市大學
- 香港理工大學 （同時開設高級文憑課程）

## 马来西亚设系学府
- 马来亚大学：土木工程学系
- 拉曼大学：土木工程学系
- 拉曼大学学院：土木工程学系